# Güira (instrumento musical)
La güira es un instrumento de percusión de la familia de los idiófonos propio de la República Dominicana.

## Características
La güira es un instrumento auténticamente popular en la nación dominicana ocupando un sitio importante dentro de su patrimonio cultural. 
Aunque guarda ciertas semejanzas con el güiro o bangaño, se diferencia claramente de este por su construcción de metal.  El sonido particular  que produce al ser rasgado constituye junto con la tambora, la base rítmica del merengue típico dominicano. Actualmente, se utiliza en la sección rítmica de géneros de música popular dominicana como la bachata y el merengue También en Géneros musicales como Cumbia, Vallenato, Bomba, Salsa, Son, Palos, Chamba, Kompa, Jazz, Perico Ripiao, Manguliná, Pambichè . 
La güira se toca sosteniéndola verticalmente al empuñar su asa con una mano. Con la otra mano, una baqueta o «gancho» que termina en forma de peine de púas metálicas   rasca las estrías o "gránulos" que presenta la superficie del instrumento.
En Puerto Rico, a la güira se le conoce también como  güiro de metal o güiri güiri. [cita requerida]

## Intérpretes
Uno de los principales intérpretes dominicanos de la güira fue Rafael Martínez Germán, conocido como "Yapo", quien por 25 años fuera músico y güirero de la banda de Juan Luis Guerra. Otros son: José Páez (Correcamino) de Nando Galán, Teresa Domínguez (Juana La Cubana) de la orquesta Las Chicas del Can y posteriormente de la orquesta de Miriam Cruz, Aramis Camilo, Dimanchy, Yarumba, Rubby Pérez, etc.; Pablo Cruz (Pablito Barriga) de Johnny Ventura; Cacheíto Martínez de Sergio Vargas y Aramis Camilo; Tony (Sexappeal) de Ramón Orlando,etc.